# ブルーフィルム (ポルノグラフィ)
ブルーフィルム（Blue Film）は、かつて製作されたポルノグラフィを題材とした映画（ポルノ映画）、映像作品。多くは非合法作品。

## 概要
映画草創期から作られた性的、猥褻な映像作品、または映像媒体でのポルノグラフィを指す俗称である。多くの作品は風紀、治安面から非合法であり摘発の対象であったため、製作、複写、所持、上映が容易な短編の8mmフィルムであった。
日本では大正年間以降、料亭や温泉宿などで小規模な秘密上映会が盛んに行われていた。
1916年に出版された永井荷風の小説『腕くらべ』には「いつかのやうな会員組織の、猛烈な封切はないでせうか」という秘密上映会を示唆する会話が出てくる。戦後の1952年くらいまでが全盛だったとされ、摘発を受けながらも浅草や吉原周辺には常設上映場が10カ所以上もあった。製作サイドも素人のほかプロも興味本位、小遣い稼ぎで参加していたため、時には芸術性の高い作品も現れた。
1970年に摘発された暴力団員を中心としたブローカーは、1960年代に10万巻におよぶ作品を製作、複製、販売したとされており、氷山の一角と考えれば普及度が窺い知れる出来事となった。しかし、ブルーフィルムは1970年代に普及し始めたビデオデッキ、ビデオテープの出現により、急速に姿を消していった。

## ブルーフィルムを扱う映画
- ブルーフィルム 青の時代 1905-30 - フランスで再発見された作品を編集した映画

## ブルーフィルムを扱う書籍
- 帰山教正『映画の性的魅惑』1928年（文久社書房）
- 三木幹夫『ブルーフィルム物語 : 秘められた映画75年史』1981年 (世文社)
- 矢野卓也『実録ポルノオビ屋闇の帝王 : 史上最大ブルーフィルム密造団の全貌』1982年（徳間書店）
- 長谷川卓也『いとしのブルーフィルム』1998年（青弓社）